# Saint-Castin
Saint-Castin är en kommun i departementet Pyrénées-Atlantiques i regionen Nouvelle-Aquitaine i sydvästra Frankrike. Kommunen ligger i kantonen Morlaàs som tillhör arrondissementet Pau. År 2022 hade Saint-Castin 857 invånare.

## Befolkningsutveckling
Antalet invånare i kommunen Saint-Castin
| Referens: INSEE |